# Myristica succedanea
Myristica succedanea är en tvåhjärtbladig växtart som beskrevs av Carl Ludwig von Blume. Myristica succedanea ingår i släktet Myristica och familjen Myristicaceae. Inga underarter finns listade i Catalogue of Life.